# عبد الغني بن سعيد الأزدي
عبد الغني بن سعيد أحد رواة الحديث الشريف، اسمه عبد الغني بن سعيد بن علي بن سعيد بن بشـر بن مروان، أبو محمد الأزدي المصري، صاحب كتاب المؤتلف والمختلف، ولد سنة 332 هـ، سمع الحديث من مجموعة من العلماء منهم عثمان بن محمد السمرقندي، وأحمد بن إبراهيم بن عطية، وأحمد بن بهزاذ السيرافي، وإسماعيل بن يعقوب بن الجراب، وعبد الله بن جعفر بن الورد، وأحمد بن إبراهيم بن جامع، وأبي الطيب القاسم بن عبد الله الروذباري، وعلي بن أحمد بن إسحاق المزكي، والحسن بن يحيى القلزمي، وأبي أحمد بن الناصح المفسر، والحسن بن الخضر الأسيوطي، ومحمد بن علي النقاش التنيسي، وعلي بن جـعفر الفريابي، وأبي قتيبة سلم بن الفضل، وإبراهيم بن علي الحنائي، وأبو نجيد محمد بن القاسم الحذاء، والخضر بن محمد المراغي، والدارقطني، ويعقوب بن مبارك، وحمزة بن محمد الكناني، زأبو الطاهر السـدوسي، وأبو الحسن بن حيويه، ويوسف بن القاسم الميانجي، وأبي سليمان بن زبر، والفضل بن جعفر المؤذن.
وحدث عنه الحافظ محمد بن علي الصوري، ورشأ بن نظيف المقرئ، وعبد الرحيم بن أحمد البخاري، وابن بقاء الورّاق، وأبو علي الأهوازي، والقاضي أبو عبد الله القضاعي، وأبو إسحاق الحبال، ابن عبد البر، توفي عبد الغني بن سعيد في السابع من صفر سنة 409 هـ.